# Hoornlaag
De hoornlaag of het stratum corneum is de buitenste laag van de huid, bovenste laag van de opperhuid. De laag bestaat uit meerdere lagen 'dode', verhoornde, platte keratinocyten, waarin gewoonlijk geen celkernen meer te herkennen zijn. De hoornlaag beschermt het organisme tegen uitdroging, en is een effectieve barrière tegen veel stoffen.
De hoornlaag moet niet worden verward met het hoornvlies, dat de oogbol bedekt en bestaat uit levende cellen.

## Opbouw
- De hoorncellen (dode keratinocyten dus) worden corneocyten genoemd. Bij de overgang van stratum granulosum naar stratum corneum verliezen de cellen hun celkern. Bovendien verdwijnen de korrels (granula keratohyalini[2]). Deze korrels bevatten keratine en profilaggrine. De keratine zorgt voor een stevig celskelet (de z.g. çornified envelope). De filaggrine wordt afgebroken tot aminozuren, die hygroscopisch werken: zo houdt de hoornlaag ook in droge omgeving water vast.[3] Zo'n 20 procent van het drooggewicht van de hoornlaag bestaat uit dergelijke hygroscopische stoffen, en wordt soms natural moisturizing factor genoemd.
- Daarnaast worden door de hoorncellen vetten uitgescheiden, die de ruimtes ertussen vult. Het gaat om ceramides, cholesterol en vrije vetzuren.
- De hoorncellen zijn aan elkaar verankerd door desmosomen. De geleidelijke afbraak (door enzymen) van de desmosomen zorgt voor een geleidelijk verlies van hoorncellen aan de bovenkant. Afwijkingen hierin kunnen voor schilfer- of schubvorming zorgen, zoals bij droge huid of bij ichtyose.

## Histologie
Bij microscopisch onderzoek ziet de normale hoornlaag eruit als een netwerk (basketweave). Dit is een gevolg van de manier van weefselfixatie, waardoor het vet uit de hoornlaag wordt gespoeld, en celresten overblijven. Niet-gefixeerd weefsel laat een compacte hoornlaag zien, die veel dunner lijkt.
Microscopische afwijkingen aan de hoornlaag zijn:
- Hyperkeratose: te dikke hoornlaag. Dit kan orthokeratotisch zijn: dan vertoont de hoornlaag nog wel een basket-weave patroon. Bij compacte hyperkeratose zijn er geen (schijnbare) holtes in de hoornlaag.
- Parakeratose: in de hoorncellen zijn kernresten te zien.
- Soms is aan keratinocyten, hoornvorming te zien op plekken waar de cellen dat nog niet zouden moeten: dyskeratose.

## Enkele ziektes van de hoornlaag
- Als de hoornlaag zeer dik is, spreekt men van eelt.
- Droge huid (xerosis cutis) ontstaat door een te laag watergehalte in de hoornlaag. Dit zorgt voor verruwing van het huidoppervlak en verhoogde verdamping van water.
- Constitutioneel eczeem: mutaties in het gen voor filaggrine geeft een verhoogde kans op eczeem[4]
- Psoriasis is een inflammatoire aandoening die o.a. gepaard gaat met een verdikte hoornlaag. Waarschijnlijk ontstaat de hyperkeratose als gevolg van een verhoogde waterverdamping.

Meer of minder zeldzame erfelijke aandoeningen:
- Ichthyosis vulgaris: 'visseschubziekte' een erfelijke aandoening wordt veroorzaakt doordat filaggrine uitgeschakeld is. Bij deze ziekte zit de huid te strak rond het lichaam doordat hij te droog is.[5]
- Palmoplantaire keratoderma. Een verdikte hoornlaag op handpalmen en voetzolen. Bijvoorbeeld als erfelijke aandoening door in mutatie een van de betrokken keratinegenen.
- Peeling skin: genetische aandoening, er vormen zich blaren in de hoornlaag.
- Syndroom van Netherton: erfelijke aandoening met o.a. verminderde barrièrefunctie van de huid, atopie en astma door een mutatie in een gen dat de afbraak van filaggrine regelt.
- Een collodion baby wordt geboren met een pantserachtige schil. Dit verschijnsel kan bij verschillende keratinisatiestoornissen voorkomen.

## Geneesmiddelen die door de hoornlaag kunnen
De hoornlaag is een effectieve barrière. Er zijn maar weinig medicijnen die transcutaan toegediend kunnen worden. In Nederland zijn de volgende geregistreerd:
- Fentanyl: pijnstilling
- Ethinylestradiol/norelgestromin: anticonceptie
- Oestradiol: Oestrogeendeficiëntie
- Testosteron: testosterondeficiëntie
- Oxybutynine: parasympathicolyticum, overactieve blaas.
- Scopolamine: parasympathicolyticum, anti-emeticum
- Rotigotine: dopamine-agonist, Ziekte van Parkinson
- Nitroglycerine: angina pectoris
- Nicotine: nicotineverslaving

Geneesmiddelen die in crèmes, zalven of lotions worden toegepast, werken veelal lokaal, dus in de huid. Deze geneesmiddelen hoeven niet door de gehele huid heen te dringen. Als dermatica bij zeer jonge kinderen worden toegepast, kan de geneeskrachtige stof wel door de gehele huid heendringen. Een oplettende arts houdt hier rekening mee en schrijft een lagere dosering voor.